# موتا دآفرمو
موتا دآفرمو (به ایتالیایی: Motta d'Affermo) یک کومونه در ایتالیا است که در استان مسینا واقع شده‌است. موتا دآفرمو ۱۴٫۶ کیلومتر مربع مساحت و ۹۲۱ نفر جمعیت دارد.